# Slash’s Snakepit
Slash’s Snakepit war eine Rock-Band aus den USA, die von Slash Mitte der 1990er gegründet wurde. Slash wurde als Gitarrist der Band Guns N’ Roses weltbekannt. Slash’s Snakepit veröffentlichten insgesamt zwei Alben, wobei sich die Besetzung der Band beim ersten und zweiten Album stark unterschied und lediglich Slash bei beiden Werken entscheidend mitwirkte.

## „It’s 5 O’Clock Somewhere“ (1995)
Der Großteil der Songs von „It’s 5 O’Clock Somewhere“ wurde von Slash und den damaligen Guns-N’-Roses-Mitgliedern Gilby Clarke, Duff McKagan und Matt Sorum ursprünglich für das Nachfolgealbum des 1993 erschienenen Guns-N’-Roses-Albums The Spaghetti Incident? geschrieben. GN’R-Frontmann Axl Rose lehnte diese jedoch ab. Daraufhin gründete Slash das Nebenprojekt Snakepit und engagierte als Leadsänger und Songwriter den bis dato relativ unbekannten Eric Dover, welcher zuvor als Gitarrist der Band Jellyfish in Erscheinung getreten war. 1995 erschien das Debüt, bei welchem neben Dover und den Guns-N’-Roses-Mitgliedern Slash, Clarke, Sorum und Keyboarder Dizzy Reed Alice-in-Chains-Mitglied Mike Inez den Basspart einspielte, da Duff McKagan, vermutlich aufgrund eines befürchteten Rauswurfs bei Guns N’ Roses, darauf verzichtete. Kurz vor Veröffentlichung des Albums drohte Axl Rose mit einer Klage gegen Slash, um diese zu verhindern, da der Gitarrist angeblich Songmaterial von Guns N’ Roses entwendet hätte. Slash beharrte aber darauf, sie bei seiner eigenen Band einzusetzen, was schließlich zum Bruch zwischen Slash und Rose und dem Ausstieg des Gitarristen bei Guns N’ Roses führte. Im Februar 1995 wurde das Album schließlich vom Guns-N’-Roses-Label Geffen veröffentlicht, erntete branchenweit anerkennende Kritiken und schaffte den Einstieg in die Top 20 der Albumcharts in Deutschland und UK.
Der Name der Band („Schlangengrube“) geht auf den Spitznamen für das Homestudio Slashs zurück, in welchem die meisten der Songs des ersten Albums entstanden sind. Die Idee für den Titel des Albums erhielt Slash durch einen Barkeeper an einem Flughafen während der „Use your Illusion“-Welttournee, welcher dem für seinen exzessiven Alkoholkonsum bekannten Gitarristen auf die Bestellung eines harten Drinks am frühen Morgen ein trockenes „Well, it’s five o’clock somewhere“ entgegnete, was wörtlich übersetzt so viel wie „Irgendwo auf der Welt ist es Grad 17 Uhr“ bedeutet.
Bei der anschließenden Tour waren von der Album-Besetzung nur Slash, der mittlerweile bei Guns N’ Roses gefeuerte Gilby Clarke und Sänger Eric Dover beteiligt.

## Diskografie

### Studioalben
| Jahr | Titel                       | Höchstplatzierung, Gesamtwochen, AuszeichnungChartplatzierungen (Jahr, Titel, Platzierungen, Wochen, Auszeichnungen, Anmerkungen) | Höchstplatzierung, Gesamtwochen, AuszeichnungChartplatzierungen (Jahr, Titel, Platzierungen, Wochen, Auszeichnungen, Anmerkungen) | Höchstplatzierung, Gesamtwochen, AuszeichnungChartplatzierungen (Jahr, Titel, Platzierungen, Wochen, Auszeichnungen, Anmerkungen) | Höchstplatzierung, Gesamtwochen, AuszeichnungChartplatzierungen (Jahr, Titel, Platzierungen, Wochen, Auszeichnungen, Anmerkungen) | Höchstplatzierung, Gesamtwochen, AuszeichnungChartplatzierungen (Jahr, Titel, Platzierungen, Wochen, Auszeichnungen, Anmerkungen) | Anmerkungen                            |
| Jahr | Titel                       | DE | AT | CH | UK | US | Anmerkungen                            |
| ---- | --------------------------- | --- | --- | --- | --- | --- | -------------------------------------- |
| 1995 | It’s Five O’Clock Somewhere | DE19 (12 Wo.)DE | AT15 (10 Wo.)AT | CH15 (12 Wo.)CH | UK15 Silber · (5 Wo.)UK | US70 (6 Wo.)US | Erstveröffentlichung: 14. Februar 1995 |
| 2000 | Ain’t Life Grand            | DE58 (1 Wo.)DE | — | CH96 (2 Wo.)CH | — | — | Erstveröffentlichung: 10. Oktober 2000 |

### Singles
- 1995: Beggars & Hangers-On
- 1995: Good to Be Alive
- 2000: Been There Lately
- 2000: Mean Bone

## „Ain’t Life Grand“ (2000)
Das zweite Album, welches fünf Jahre später erschien, hatte mit der ursprünglichen Besetzung mit Ausnahme des Leadgitarristen Slash keine Übereinstimmungen mehr.
Line Up auf „Ain’t Life Grand“ (2000)
- Gesang: Rod Jackson
- Lead-Gitarre: Slash
- Rhythmus-Gitarre: Ryan Roxie
- Bass: Johnny Griparic
- Schlagzeug: Matt Laug
- Keyboards und Harve: Teddy Andreadis
- Saxophon und Mundharmonika: Jimmy Zavala
- Trompete: Lee Thornburg
- Sitar: Jack Douglas